# Irans bevakade domäner

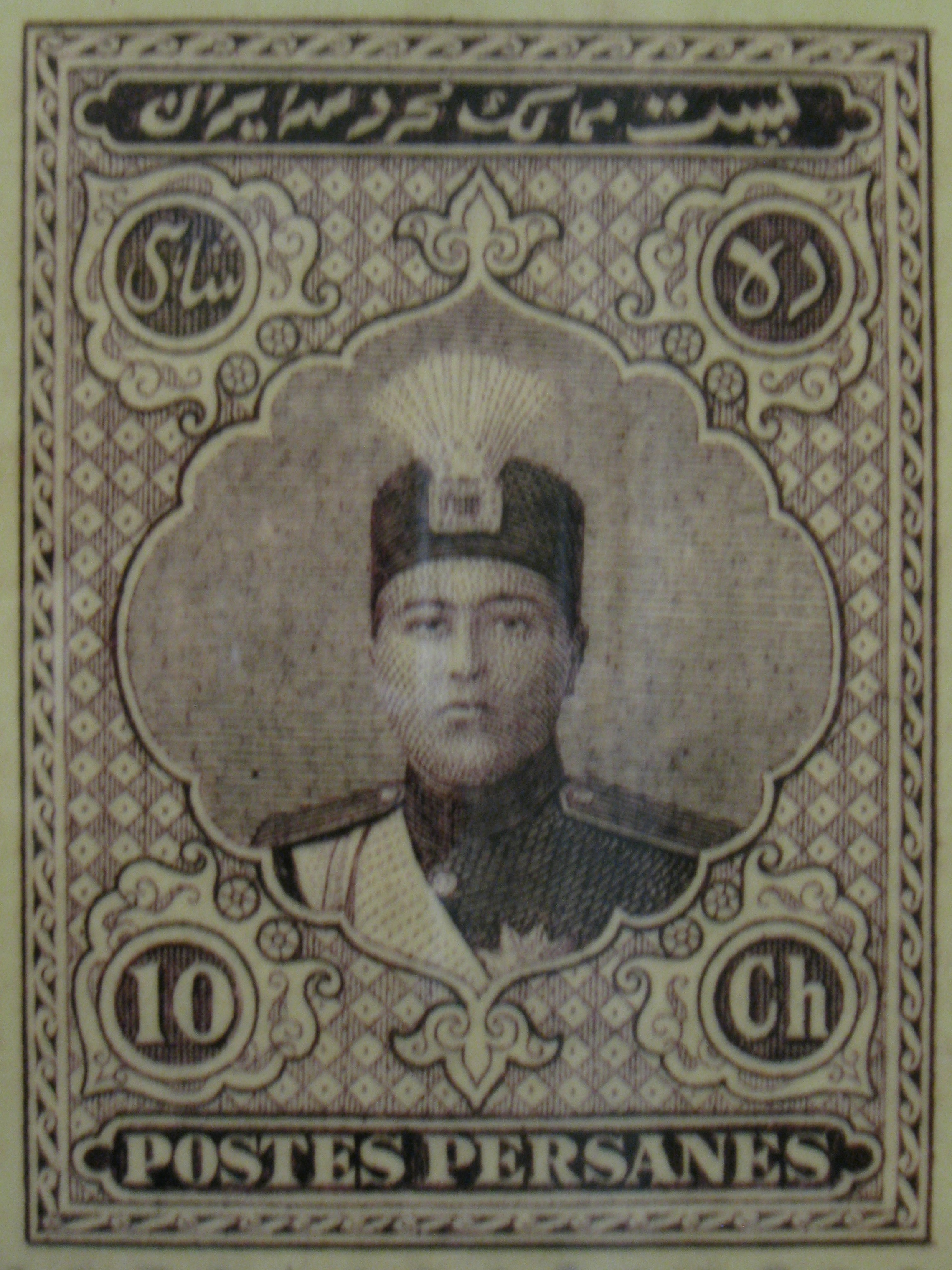
Stämpel av Ahmad Shah Qajar. Frasen "Irans bevakade domäner" är synlig överst på frimärket

Irans bevakade domäner (persiska: ممالک محروسهٔ ایران, Mamâlek-e Mahruse-ye Irân) var det vanliga och officiella namnet på Iran från den safavidiska eran (1501–1736) fram till början av 1900-talet. Idén om de bevakade domänerna illustrerade en känsla av regional och politisk enhetlighet i ett samhälle där det persiska språket, kulturen, monarkin och shiaislam blev integrerade delar av den utvecklande nationella identiteten.